# Тувани
Тува́ни (рос. Туваны, чув. Тăванкасси) — село у складі Шумерлинського району Чувашії, Росія. Адміністративний центр Туванського сільського поселення.
Населення — 292 особи (2010; 351 у 2002).
Національний склад:
- чуваші — 95 %